# Punch-Out!! (videojoc de NES)
Punch-Out!!, (パンチアウト!!, Panchi-Auto!!) originalment titulat Mike Tyson's Punch-Out!!, (マイクタイソン・パンチアウト!!, Maiku Taison Panchi-Auto!!) és un videojoc de boxa de 1987 desenvolupat i publicat per Nintendo per al Nintendo Entertainment System (NES). Part de la sèrie Punch-Out!!, és una adaptació del videojoc de màquina recreativa Punch-Out!! (1984) i Super Punch-Out!! (1984). Les diferències de les màquines recreatives inclouen l'afegiment del campió mundial de pes pesat indiscutible Mike Tyson com a enemic final. Va rebre aclamacions crítiques i es considera retrospectivament un dels videojocs considerats els millors de tots els temps.

## Jugabilitat

Little Mac donant un cop de puny en el moment adequat per defensar-se contra el "Bull Charge" de Bald Bull, derrocant-lo a l'instant.

Punch-Out!! compta amb Little Mac, un jove boxejador que lluita per ascendir a les files de la World Video Boxing Association. Després d'enfrontar-se a una sèrie d'oponents de ficció diversos en tres circuits i guanyar el campionat en cadascun, Little Mac entra en una combat "Dream Fight" final contra un boxejador molt hàbil. A la versió daurada, el cap final és Super Macho Man, que també va ser l'oponent final de Super Punch-Out!!. Mike Tyson's Punch-Out!! mostra Mike Tyson, el campió mundial de pes pesat de la vida real en aquell moment. Després que la llicència per utilitzar Tyson expirés, va ser substituït pel fictici Mr. Dream.
Little Mac té un repertori limitat en comparació amb la majoria dels seus oponents. Els seus cops es limiten a cops esquerre i dreta, cops de cos a esquerra i dreta i un potent cop ascendent (tipus uppercut). L'uppercut només es pot utilitzar una vegada que el jugador guanya una estrella, que normalment s'aconsegueix donant cops a l'oponent directament abans o després de llançar certs atacs. El jugador pot adquirir fins a tres estrelles, però les perd quan en Mac és colpejat o abatut. Per defensar-se, en Mac pot esquivar a l'esquerra o a la dreta, esquivar i bloquejar cops alçant la guàrdia.
Little Mac té un comptador de cors, que disminueix el valor en rebre un cop, bloquejar un cop de puny o llançar un cop que l'oponent esquiva o bloqueja. Quan el comptador disminueix a zero, l'aspecte de Little Mac es torna temporalment en diferents tons de rosa i sembla cansat/esgotat, deixant el jugador incapaç d'atacar, però encara capaç d'esquivar, agafar i bloquejar. En aquest punt, en Mac pot recuperar alguns cors i la seva paleta de colors normal només evitant els cops de l'oponent. Es pot perdre tots els seus cors, però pot recuperar-ne alguns aixecant-se.
Un combat pot acabar per nocaut (KO), si un lluitador és incapaç d'aixecar-se dins dels deu segons després de ser abatut; per nocaut tècnic (TKO), si un lluitador és derrocat tres vegades en una ronda; o per decisió, si el combat dura tres rondes completes sense un guanyador clar. Per guanyar per decisió, el jugador ha d'acumular un determinat total de punts donant cops a l'oponent. Alguns combats no es poden guanyar d'aquesta manera i automàticament donaran lloc a una pèrdua per al jugador si l'oponent no és noquejat. En Mac només es pot aixecar tres vegades durant un combat; si és derribat per quarta vegada, no podrà aixecar-se i, per tant, perd per nocaut.
Quan en Mac perdi el seu primer combat davant d'un oponent classificat, tindrà l'oportunitat de lluitar en contra en una represa. No obstant això, si perd un títol, caurà del rànquing: una posició per als circuits menors o majors i dos posicions per al circuit mundial. Perdre una represa fa que caigui una posició (tret que ja estigui al final del seu circuit), obligant-lo a lluitar per tornar a pujar. Una tercera derrota, o una pèrdua a la lluita dels somnis, acaba el joc.

### Personatges
Little Mac s'enfronta a un total de 14 oponents: tres al Circuit Menor, quatre al Circuit Major, sis al Circuit Mundial i Mike Tyson o Mr. Dream. Tots els sprites de personatges, excepte el rei Hippo, es reutilitzen per a dos personatges cadascun, amb canvis en els colors, el cap o els moviments especials. En Mario té un cameo com a àrbitre. Tres oponents dels Circuits Menor i Major tornen a aparèixer al Circuit Mundial, amb nous atacs que obliguen el jugador a idear una nova estratègia.

## Desenvolupament
Punch-Out!! va ser desenvolupat per Nintendo Research & Development No. 3. Genyo Takeda (el productor dels jocs arcade Punch-Out!!), va ser el director del joc de NES. Com que el NES no és tan potent com el maquinari arcade, no van poder recrear els gràfics arcade. En lloc de fer que el boxejador jugable fos amb transparent per veure l'oponent, van reduir la mida del boxeador jugable i el van anomenar Little Mac, un boxejador de 17 anys que pesa unes 107 lliures. El comportament de cada boxejador contrari segueix un patró establert que requereix assaig i error i memorització per derrotar-los.

### Música
El tema de la cançó Punch Out!! és "Look Sharp-Be Sharp", compost per Mahlon Merrick. Va sorgir amb el programa de ràdio i televisió Gillette Cavalcade of Sports (1942-1960). El tema inicial d'alguns personatges són temes clàssics i populars: Glass Joe té l'himne nacional francès, "La Marsellesa"; Von Kaiser, Great Tiger, i Super Macho Man tenen la "Cavalcada de les valquíries" de Wagner; Piston Honda té la cançó popular japonesa "Sakura"; Don Flamenco té el preludi de l'òpera ambientada a Espanya, Carmen de Georges Bizet; i Soda Popinski té una cançó popular russa "Els remers del Volga".

## Llançament

### Versió d'or
Abans de la publicació de Mike Tyson's Punch-Out!!, Nintendo el va llançar amb un cartutx Famicom de color daurat titulat Punch-Out!! al Japó, sense Mike Tyson, com a premi per participar al Famicom Disk System's del torneig de Famicom Golf: U.S. Course al setembre de 1987. Es van produir 10.000 unitats — la meitat es van donar com a premis amb puntuació alta, i la resta es van donar com a premi de loteria. El seu oponent final és Super Macho Man, que també és l'oponent final del joc arcade Super Punch-Out!!.

### Mike Tyson's Punch-Out!!
Al voltant de l'època en què es va publicar la versió Gold per la competició de NES Open Tournament Golf, El fundador i expresident de Nintendo of America, Minoru Arakawa, va assistir a un combat de boxa durant la sèrie d'unificació de pes pesat que va comptar amb el seu futur campió Mike Tyson. Arakawa va quedar tan sorprès amb el "poder i l'habilitat" de l'atleta que es va inspirar a utilitzar la seva semblança i el mateix torneig en el proper joc. Es rumorejava que Tyson havia rebut 50.000 dòlars durant un període de tres anys per la seva semblança. Aquesta transacció va suposar un risc per a Nintendo, ja que es va produir abans que Tyson guanyés el campionat de pes pesat del World Boxing Council (WBC) de Trevor Berbick el 22 de novembre de 1986, la qual cosa va augmentar molt els beneficis del joc. Nintendo va tornar a llançar Punch-Out!! al Japó.

### Punch-Out!!
Mike Tyson's Punch-Out!! es va canviar de marca simplement com Punch-Out!!, i es va tornar a estrenar als Estats Units i Europa el 1990 i 1991, respectivament. Quan la llicència de Nintendo va expirar amb Mike Tyson, la seva semblança va ser substituïda per un personatge de ficció anomenat Mr. Dream. La seva semblança visual i el seu registre invicte es basen en Rocky Marciano. Aquesta versió del joc s'utilitza a totes les versions de la Virtual Console, Animal Crossing, a la Nintendo Classic Mini: Nintendo Entertainment System, i a Nintendo Switch Online (que Mike Tyson va impugnar).

## Rebuda
| Publicació               | Puntuació | Puntuació |
| Publicació               | NES       | Wii       |
| ------------------------ | --------- | --------- |
| ACE                      | 920/1000  |           |
| Computer and Video Games | 94%       |           |
| GameSpot                 |           | 8/10      |
| Génération 4             | 90%       |           |
| Mean Machines            | 8/10      |           |

Més de 2 milions de còpies de Mike Tyson's Punch-Out!! es van vendre a Amèrica del Nord el 1988. És un dels dos jocs de NES que van assolir aquesta fita de vendes aquell any, juntament amb The Legend of Zelda.
Punch-Out!! va ser ben rebut per la crítica. L'any 1989, la revista Computer and Video Games va dir que la versió de NES del "gran joc d'arcade de boxa" tenia "sprites grans, dibuixats i animats de manera brillant, un mètode de control brillant i una jugabilitat absolutament superlativa", convertint-se en "definitivament el millor joc de boxa disponible a qualsevol màquina". La revista ACE el 1989 el va classificar com el segon joc de NES amb més puntuació, després de Super Mario Bros. Van afirmar que elimina "les deixalles proverbials de qualsevol altre joc de boxa domèstic en qualsevol altra consola o ordinador" i demostra "que fins i tot si el maquinari de Nintendo pot ser tecnològicament incòmode, encara poden estrènyer un joc excel·lent en un cartutx".
Una enquesta de lectors de GameSpot el va classificar com el sisè millor joc de NES. La revista de Nintendo Power el va classificar com el 17è millor joc per a una consola de Nintendo a la seva llista dels 200 millors jocs. L'agost de 2008, Nintendo Power el va classificar com el sisè millor joc de NES, elogiant-lo per posar la diversió d'estil arcade per sobre del realisme. L'historiador Steve L. Kent el va anomenar el segon joc important del 1987. L'autor Nathan Lockard va citar els gràfics, la violència, els controls i la varietat per convertir-lo en un "autèntic clàssic" i un dels millors jocs de NES. El 2005, Punch-Out!! està a la llista de GameSpot dels millors jocs de tots els temps. L'editor Shawn Laib de Den of Geek el va classificar en el setè lloc dels 15 millors jocs de NES de tots els temps. i Dom Nero i Cameron Sherrill d'Esquire el van situar en cinquè lloc.
GamesRadar el va classificar com l'11è millor joc de NES mai creat, remarcant-lo com "un joc de trencaclosques brillant [disfressat] com un joc d'esports.". Game Informer va classificar Mike Tyson's Punch-Out!! com el seu 14è joc favorit l'any 2001. El personal va assenyalar que cap joc de boxa ha estat tan "estimat". IGN el va nomenar el setè millor joc de NES. Official Nintendo Magazine va classificar el joc en el lloc 74 en una llista dels millors jocs de Nintendo.

## Als mitjans
A The Tonight Show el 29 d'octubre de 2014, l'amfitrió Jimmy Fallon va desafiar Mike Tyson a jugar el joc en directe per televisió. El Tyson virtual va derrotar al Tyson real a la primera ronda per nocaut tècnic.
Mentre s'interrogava un sospitós d'assassinat a l'episodi "The Box" de la temporada 5 de Brooklyn Nine-Nine, el detectiu Jake Peralta lamenta la dificultat de vèncer el personatge Great Tiger de Punch-Out!! mentre es teletransporta per l'anell. A la qual cosa l'acusat assegura amb confiança: "El guanyo cada cop. Només li has de pegar un cop de puny quan es maregi."